# Манастирище (Софийска област)
 За другите селища с това име вижте Манастирище.  
Манастирище е най-малкото по брой жители село в община Своге, намиращо се на границата с общините Костинброд и Годеч.

## История
Селото е наблюдавано още при първото преброяване веднага след освобождението. По-ранни данни за неговата история не са открити. В миналото е принадлежало към някогашните общини Бучин проход и Искрец преди да влезе в състава на община Своге.

## География
Манастирище се намира в най-западните части на Мала планина. Средната надморска височина е около 845 метра. Селото и неговите махали се намират в гористи местности.  От землището на селото извират няколко малки поточета, които се вливат в Искрецка река.

## Население
| Манастирище                                  | Манастирище | Манастирище | Манастирище | Манастирище | Манастирище | Манастирище | Манастирище | Манастирище | Манастирище | Манастирище | Манастирище | Манастирище | Манастирище |
| -------------------------------------------- | ----------- | ----------- | ----------- | ----------- | ----------- | ----------- | ----------- | ----------- | ----------- | ----------- | ----------- | ----------- | ----------- |
| година                                       | 1934        | 1946        | 1956        | 1965        | 1975        | 1985        | 1992        | 2001        | 2011        | 2021        |             |             |             |
| население                                    | 638         | 667         | 468         | 101         | 55          | 25          | 13          | 10          | 7           | 4           |             |             |             |
| Източници: Национален статистически институт |             |             |             |             |             |             |             |             |             |             |             |             |             |

При първото официално преброяване на населението селото има над 600 жители, а населението продължава да нараства. Тенденцията обаче се обръща, като най-осезаемо това се забелязва при преброяванията от 1956 и 1965 – между двете преброявания над 360 души са напуснали селото. Днес едва 4 души живеят в Манастирище.

## Инфраструктура
До селото няма асфалтов път. До махалите се стига по множество черни пътища, като част от тях тръгват от съседните села Брезе и Завидовци, а други се отклоняват от главния път между Берковица, прохода Петрохан, за София. Има водоснабдяване, но не и ток.

### Махали
Селото е от разпръснат тип и е разделено на няколко махали – Брагалница, Раецка махала, Спасова махала, Войнишка махала.

## Администрация
Манастирище се обслужва от кмета на село Искрец. По-близо е до общинския център на община Годеч, отколкото до този на община Своге, към която принадлежи.